# È solo un gioco
È solo un gioco (It's Only a Game) è una striscia a fumetti realizzata da Charles M. Schulz e Jim Sasseville.
Di tema sportivo, venne pubblicata dal 1957 al 1959 sui giornali per quattro volte a settimana (comprese le domeniche). Nonostante la somiglianza con i bambini di Peanuts (la striscia di maggior successo di Schulz), la maggior parte dei personaggi di questa serie sono adulti. Il fumetto, a differenza della maggior parte degli altri fumetti sportivi, si focalizza su molti sport di non ampia diffusione come golf, bridge e ping pong.
La striscia ottenne un discreto successo, ma a causa della crescente popolarità di Peanuts e del conseguente maggior tempo che dovette dedicargli, Schulz interruppe la realizzazione di È solo un gioco dopo 63 settimane.
Nel 2004 le strisce sono state ristampate in un volume unico dalla About Comics. Nell'aprile 2005 il volume è stato pubblicato in lingua italiana da Free Books.